# Alexandr Dobrý
Alexandr I. Moldavský zvaný obvykle Alexandr Dobrý, rumunsky Alexandru cel Bun (asi 1375 – 1. ledna 1432, Sučava) byl moldavským knížetem z musatinské dynastie, jenž vládl v letech 1400 až 1432. Zahájil řadu reforem a upevnil postavení Moldavského knížectví. Zasáhl i do českých dějin, když poskytl ochranu husitům, kteří se uchýlili na území Moldávie z Uher a Polska.
Trůn získal s podporou Zikmunda Lucemburského. Roku 1403 reformoval úřední správu země vytvořením Vojvodské rady a zřízením funkce kancléře (logofăt). Zavedl nové daňové zákony, udělil obchodní privilegia obchodníkům ze Lvova (1408) a Krakova (1409), zlepšil situaci na obchodních cestách (zejména na té spojující přístav Cetatea Albă s Polskem) a rozšířil přístavy Cetatea Albă (dnes Bilhorod-Dnistrovskyj) a Chilia (dnes Kilija na Ukrajině). Podílel se na urovnání sporu mezi moldavskou pravoslavnou církví s konstantinopolským patriarchou. Zřídil samostatné biskupství v Sučavě. Postavil klášter Bistrița (kde je i pohřben) a pokračoval ve stavbě kláštera Neamț. Jeho darování 31 cikánských rodin klášteru Bistrița je prvním zdokumentovaným důkazem o cikánském otroctví v Moldávii. V zahraniční politice vytvořil systém spojenectví s Valašskem a Polskem, obecně proti Uhrům. V roce 1402 se stal přísežným vazalem Polského království. Smlouva byla obnovena v letech 1404, 1407, 1411 a 1415. Alexander se zúčastnil dvou bitev proti Řádu německých rytířů: bitvy u Grunwaldu a obléhání Marienburgu. V roce 1420 ubránil Moldávii před prvním vpádem Osmanů v bitvě u Cetatea Albă. Zapojil se také do bojů o moc ve Valašsku tím, že pomohl Radu II. Plešatému v roce 1418 a 1419 a Alexandru I. v roce 1429. Kvůli územnímu nároku Polska a předchozí neochotě polského krále splnit svou část vazalské smlouvy během osmanského útoku v roce 1420 zaútočil Alexandr v závěru života na Polsko. Střet skončil mírovou smlouvou ze Sučavy podepsanou 18. listopadu 1431.